# Axel Wernitz
Axel Wernitz (* 17. April 1937 in Königsberg, Ostpreußen; † 31. Dezember 2022) war ein deutscher Politiker (SPD).

## Leben
Nach dem Besuch der Volksschule in Wolferstadt und dem Abitur 1958 am Realgymnasium in Nördlingen nahm Wernitz ein Studium der Wirtschaftswissenschaften, Geschichte und Publizistik an der Universität Erlangen-Nürnberg auf, das er mit dem Examen als Diplom-Kaufmann abschloss. 1966 wurde er mit der Dissertation Sozialdemokratische und kommunistische Sozialisierungskonzeptionen. Eine Untersuchung zur deutschen Sozialgeschichte des 19. und 20. Jahrhunderts zum Dr. rer. pol. promoviert.
Wernitz trat 1958 der SPD bei. Er war Vorsitzender des SPD-Unterbezirks Nordschwaben und Vorstandsmitglied des SPD-Bezirks Südbayern. Von 1970 bis 1972 war er Mitglied des Bayerischen Landtags für den Wahlkreis Schwaben und danach von 1972 bis 1994 Mitglied des Deutschen Bundestages. Er wurde stets über die Landesliste Bayern gewählt. Im Bundestag war er von 1976 bis 1987 Vorsitzender des Innenausschusses.
1985 wurde Wernitz mit dem Bul le Mérite ausgezeichnet.